# Peire Bremon lo Tort
|  | No s'ha de confondre amb Peire Bremon Ricas Novas. |

Peire Bremon lo Tort (fl....1177...) fou un trobador occità. Se'n conserven dues composicions.

## Vida
Segons la breu vida que en conservem, Peire Bremon lo Tort era originari del Vienès. I fou un pobre cavaller, que sabé trobar i fou honrat per tots els bons homes. Aquestes notícies tan escasses venen compensades per una datació molt segura d'una de les seves dues peces conservades i per alguns documents d'arxiu de 1160 que documenten una persona d'aquest nom en el Delfinat.
Es conserven dues poesies d'aquest autor. La primera (331,1) està adreçada a una dama que Peire Bremon estima i que ha deixat a Síria quan el trobador ha tornat cap a Occident. La cançó l'envia a Guillem V de Montferrat, anomenat Llarga espasa, i precisament és en aquesta cançó on aquest epítet apareix per primer cop (Guilhelm Longa-Espia). Ja que Guillem morí l'abril de 1177 a Jaffa, on s'havia casat un any abans amb Sibil·la, germana de Balduí IV de Jerusalem, la poesia s'ha de datar en aquest interval de mesos.
L'altra cançó és una cançó de comiat a la dama en marxar d'Orient.

## Obra

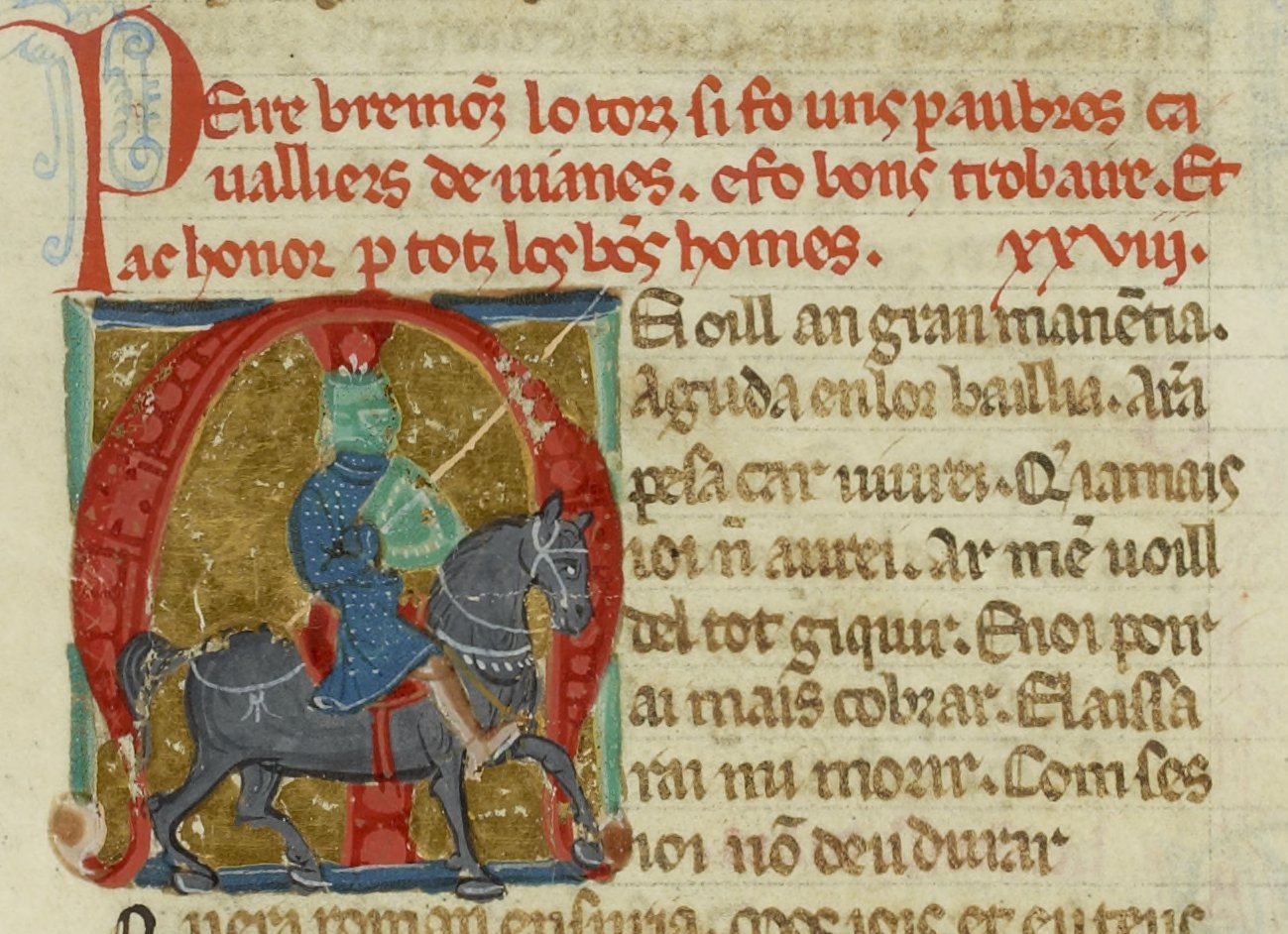
BnF ms. 854 fol. 141v; cançoner I

- (331,1)[2] En abril, quant vei verdejar
- (331,2) Mei oill an gran manentia

### Repertoris
- Alfred Pillet / Henry Carstens, Bibliographie der Troubadours von Dr. Alfred Pillet […] ergänzt, weitergeführt und herausgegeben von Dr. Henry Carstens. Halle : Niemeyer, 1933 [Peire Bremon lo Tort és el número PC 331]
- Guido Favati (editor), Le biografie trovadoriche, testi provenzali dei secc. XIII e XIV, Bologna, Palmaverde, 1961, pàg. 361
- Martí de Riquer, Vidas y retratos de trovadores. Textos y miniaturas del siglo XIII, Barcelona, Círculo de Lectores, 1995 p. 264-266 [Reproducció de la vida, amb traducció a l'espanyol, i miniatures dels cançoners I i K]